# Terina maculifera
Terina maculifera är en fjärilsart som beskrevs av Embrik Strand 1911. Terina maculifera ingår i släktet Terina och familjen mätare. Inga underarter finns listade i Catalogue of Life.